# ドクター異邦人
『ドクター異邦人』（朝: 닥터이방인）は、2014年5月5日から2014年7月8日まで韓国のSBSで放送されたテレビドラマである。主演はイ・ジョンソク、チン・セヨン。

## あらすじ
韓国と北朝鮮の関係が緊迫する中、韓国で生まれたパン・フン（イ・ジョンソク）は、胸部外科医の父が北朝鮮最高指導者の手術を行う事となり、幼い頃に父と共に北朝鮮へ渡った。手術は成功するが政治的な裏切りに遭い、父と共に北朝鮮に取り残され韓国に帰れなくなってしまう。そのまま北朝鮮で育ち大人になったフンは平壌で医者となりソン・ジェヒ（チン・セヨン）という恋人もいた。しかしジェヒとその家族が国家から命を狙われジェヒは収容所送りになってしまい、フンはジェヒと共に脱北を企てるが失敗。フンは一人で韓国に帰ることとなる。韓国に戻ったフンはジェヒを捜し出す資金稼ぎのためにミョンウ大学病院で働くこととなるが、ある日、フンの目の前にハン・スンヒというジェヒそっくりの医者が現れる。

## 出演

### メイン
パク・フン
演 - イ・ジョンソク、日本語吹替 - 益山武明
本作の主人公。ミョンウ大学病院胸部外科医。
幼い頃に胸部外科医の父と共に韓国から北朝鮮に渡るが、戻ることができず北朝鮮で育つ。平壌医大に進学したのち、恋人のジェヒと脱北を試みるが失敗し、一人で韓国に戻る。
ソン・ジェヒ / ハン・スンヒ
演 - チン・セヨン、日本語吹替 - 朝井彩加
パク・フンの初恋相手。ミョンウ大学病院麻酔科医。
ハン・ジェジュン
演 - パク・ヘジン、日本語吹替 - 小林親弘
ミョンウ大学病院胸部外科長。
フンの敵対相手。
オ・スヒョン
演 - カン・ソラ、日本語吹替 - 川端麻衣
ミョンウ大学病院理事長の娘。
ジェジュンの恋人だが、徐々にフンのことも気になり始める。

## スタッフ
- 脚本：パク・ジヌ
- 演出：チン・ヒョク

## 賞とノミネート
| 年度 | 賞                        | 部門                               | 受賞者         | 結果       |
| ---- | ------------------------- | ---------------------------------- | -------------- | ---------- |
| 2014 | 第7回コリアドラマアワード | 男性最優秀演技賞                   | イ・ジョンソク | ノミネート |
| 2014 | 第7回コリアドラマアワード | 女性優秀演技賞                     | カン・ソラ     | 受賞       |
| 2014 | 第3回APAN STAR AWAREDS    | ミニシリーズ部門優秀女優賞         | チン・セヨン   | ノミネート |
| 2014 | 第3回APAN STAR AWAREDS    | ミニシリーズ部門優秀女優賞         | カン・ソラ     | ノミネート |
| 2014 | 第3回APAN STAR AWAREDS    | 女性人気スター賞                   | チン・セヨン   | 受賞       |
| 2014 | SBS演技大賞               | SBS特別賞                          | イ・ジョンソク | 受賞       |
| 2014 | SBS演技大賞               | ドラマスペシャル部門女性優秀演技賞 | チン・セヨン   | ノミネート |
| 2014 | SBS演技大賞               | ドラマスペシャル部門女性優秀演技賞 | カン・ソラ     | ノミネート |

## 日本での放送
日本ではTXN各局（テレビ東京、テレビ大阪、BSジャパンなど）で放送された。
- テレビ東京「韓流プレミア」：2016年3月17日-
- テレビ大阪「アジアドラマタイム」：2016年4月22日-

・U-NEXT 2016,3,17-2019,7,26